# William Somerset Maugham
William Somerset Maugham, bedst kendt som bare W. Somerset Maugham, (født 25. januar 1874 i Paris, død 16. december 1965 i Saint-Jean-Cap-Ferrat nær Nice) var en betydningsfuld engelsk forfatter.
Under 1. verdenskrig var han hemmelig agent i Rusland; hans spionroman Ashenden: Or the British Agent (1928; "Ashenden: Den hemmelige agent") bygger på denne erfaring.
Blandt hans mest kendte romaner finder man Of Human Bondage (1915; "Livets lænker") og The Moon and Sixpence (1919; "Drømmen").
Indstiftet i 1947: The Somerset Maugham Award.

## Udvalgte filmatiseringer
- Up at the Villa (2000)
- Being Julia (2004)
- The Painted Veil (2006)